# Montmirail (Marne)
Montmirail é uma comuna francesa na região administrativa do Grande Leste, no departamento de Marne. Estende-se por uma área de 48.82 km², e possui 3.584 habitantes, segundo o censo de 2018, com uma densidade de 73 hab/km².